# Луиђи Аполони
Луиђи Аполони (итал. Luigi Apolloni; 2. мај 1967, Фраскати) бивши је италијански фудбалер.

## Каријера
Поникао је у млађим категоријама Лодијанија. Од 1984. до 1987. године, играо је у тимовима Пистојезе и Ређана.
Од 1987. године прешао је у Парму. За тим из Парме играо је наредних дванаест сезона. Већину времена је био стандардни првотимац. За то време два пута је освајао трофеј освајача Купа Италије, освојио је Куп победника купова, два пута освојио Куп УЕФА (1994/95, 1998/99)..
Играчку каријеру је завршио у редовима Вероне, за чији тим је играо од 1999. до 2001. године.
Године 1994. дебитовао је за репрезентацију Италије. Одиграо је 15 утакмица за репрезентацију и постигао 1 гол. Био је учесник Светског првенства у Сједињеним Државама 1994. године, када је са екипом освојио сребро, а играо је на Европском првенству у Енглеској 1996. године.
Био је тренер екипе Модене у сезони 2009-2010. Касније је водио тимове Гросето, Губио и Ређана. Од 2013. године био је шеф стручног штаба словеначког клуба Горица. Био је тренер екипе Парме током 2015 и 2016. године. Поново је водио Модену од маја 2018. до јануара 2019. године.

## Успеси

### Клуб
Парма
- Куп Италије: 1991/92, 1998/99.
- Куп победника купова: 1992/93.
- УЕФА суперкуп: 1993.
- Куп УЕФА: 1994/95, 1998/99.
- Суперкуп Италије: 1999.

### Репрезентација
Италија
- Светско првенство: финале 1994.